# Conus gibsonsmithorum
Conus gibsonsmithorum é uma espécie de caracol marinho, um molusco gastrópode marinho da família Conidae, os caracóis cônicos, conchas cônicas ou cones.
Esses caracóis são predadores e venenosos . Eles são capazes de “picar” humanos.

## Descrição
O tamanho da casca varia entre 20 milímetros e 46 milímetros.

## Distribuição
Esta espécie marinha de caracol cone ocorre no Mar do Caribe, da Colômbia até a Venezuela .